# Pat Harrington Jr.
Daniel Patrick Harrington Jr. (13 de agosto de 1929 - 6 de enero de 2016) fue un actor de teatro y televisión estadounidense, ganador del Premio Emmy y nominado en los Premios Globo de Oro por su papel de Dwayne Schneider en la comedia One Day at a Time (1975-1984).

## Premios y nominaciones
- 1979: Premios Globo de Oro – Mejor Actor de Reparto en Serie o Miniserie – One Day at a Time
- 1984: Premios Emmy – Mejor Actor en Serie de Comedia – One Day at a Time (ganador)
- 2003: TV Land – Vecino más ruidoso – One Day at a Time (nominado)